# Pyhäranta
Pyhäranta [ˈpyhærɑntɑ] ist eine Gemeinde in Südwestfinnland mit 1963 Einwohnern (Stand 31. Dezember 2022). Sie liegt an der Küste des Bottnischen Meerbusens im Norden der Landschaft Varsinais-Suomi zwischen den Städten Uusikaupunki (17 Kilometer südlich) und Rauma (28 Kilometer nördlich). Nach Turku sind es 80 Kilometer, in die Hauptstadt Helsinki 260 Kilometer. Die Gemeinde ist einsprachig finnischsprachig.
Das Gemeindezentrum von Pyhäranta heißt Rohdainen. Daneben gehören zum Gemeindegebiet die Dörfer Hirslahti, Ihode, Kauhianpää, Kaukka, Kaunissaari, Kukola, Lahdenvainio, Nihtiö, Nuuski, Polttila, Radansuu, Reila, Reitula, Rihtniemi, Santtio, Valkama, Varhokylä und Ylikylä.
Die ersten schwedischen Siedler dürften Pyhäranta Mitte des 11. Jahrhunderts erreicht haben. Im 16. Jahrhundert bestanden bereits alle heutigen Dörfer der Gemeinde. Die nationalromantische Steinkirche von Pyhäranta entstand 1909 und wurde von Josef Stenbäck entworfen.